# عظم مثلثي
العظم المثلثي هو عظم في المعصم (الصف الأول من عظام الرسغ) وهو الثالث من جهة الإبهام.